# Taking Lives
Taking Lives är en amerikansk-kanadensisk psykologisk thrillerfilm från 2004 i regi av D.J. Caruso, med Angelina Jolie och Ethan Hawke i huvudrollerna.

## Rollista (i urval)
- Angelina Jolie - Illeana
- Ethan Hawke - Costa
- Kiefer Sutherland - Hart
- Gena Rowlands - Mrs. Asher
- Olivier Martinez - Paquette
- Tchéky Karyo - Leclair
- Jean-Hugues Anglade - Duval
- Paul Dano - Unge Asher
- Justin Chatwin - Matt Soulsby
- André Lacoste - Kassörskan